# ایمان حاجی‌هاشمی
{{Infobox sportsperson
| headercolor    =
| image          =
| image_size     = 200px
| caption        =
| nickname       =
| fullname       = ایمان حاجی‌هاشمی
| nationality    = ایرانی
|ethnicity=
| residence      =
| birth_place    = اصفهان، ایران
| sport          = جوجیتسو، کاراته، جوجیتسو برزیلی، جودو
| event          =
| occupation     = ورزشکار و مربی
| coach          =
| yearsactive    = ۱۳۶۹
| alma_mater     =
| club           =
| regionals      =
| nationals      =
| worlds         =
| highestranking =
| pb             =
| medaltemplates =

|-
! به نمایندگی از  ایران

|-
!  جوجیتسو مردان

|-
! بازیهای جهانی

|-
| | گرجستان ۲۰۱۶| ۷۷kg

|-
! مسابقات کاپ جهانی

|-
| | اینترنشنال کاپ دالاس جوجیتسو برزیلی۲۰۱۷| وزن آزاد

|-
| | اینترنشنال کاپ دالاس جوجیتسو برزیلی۲۰۱۷|  ۱۶۸پوند

|-
| | اینترنشنال کاپ هیوستن جوجیتسو برزیلی۲۰۱۷|  ۱۶۸پوند

|-
| | اینترنشنال کاپ آستین جوجیتسو برزیلی۲۰۱۷|  ۱۶۸پوند

|-
| | ایالت تگزاسجوجیتسو برزیلی۲۰۱۷| ۱۷۰ پوند

|-
| | سن انتونیو جوجیتسو برزیلی ۲۰۱۶| ۸۵ کیلوگرم

|-
| | ایالت تگزاسجوجیتسو برزیلی ۲۰۱۷| اپن کلاس

|-
| | کاپ جهانی لاس وگاس امریکاجوجیتسو ۲۰۱۵| ۸۵کیلوگرم

|-
| | امریکا ۲۰۱۳| ۷۷kg

|-
| | ایتالیا ۲۰۱۳| ۷۷kg

|-
| | لاس وگاس آمریکاجوجیتسو برزیلی ۲۰۱۶| ۱۸۵پوند

|-
| | جوجیتسو حرفه ای ۲۰۱۷| تگزاس]]
|-
! مسابقات آسیایی
{{مدال طلا| [[مسابقات آسیایی کاراته۲۰۰۸|هندوستان ۲۰۰۸]] |۷۵kg}}
{{مدال طلا| [[مسابقات آسیاییجوجیتسو ۲۰۰۹|ازبکستان ۲۰۰۹]] |۶۹kg}}
| updated        =
}}
ایمان حاجی‌هاشمی (زادهٔ د۱۰ اردیبهشت ۱۳۶۴) جوجیتسو کای تیم ملی ایران، و کاپیتان اسبق تیم ملی جوجیتسوی ایران، او در سال ۲۰۱۶ موفق به کسب مدال طلای بازیهای هنرهای رزمی جهان در کشور گرجستان شد. از ابتدای سال ۲۰۱۷ میلادی به عنوان مربی، مدرس و آنالیزور تیم ملی ایالات متحده آمریکا انتخاب شد.
ایشان از ابتدای جولای سال ۲۰۲۲ میلادی به عنوان سرمربی تیم ملی جوجیتسو مکزیک انتخاب گردید ‏

## افتخارات
- دارنده مدال طلای مسابقات قهرمانی کشور ایران از سال ۱۳۸۳ در رشته کاراته و جوجیتسو
- مدال طلای نوجوانان جهان قبرس ۲۰۰۴
- مدال طلای مسابقات آسیایی کاراته هندوستان ۲۰۰۸
- مدال طلای آسیایی جوجیتسو ازبکستان۲۰۰۹[۷]
- مقام سوم تیمی جهان کلمبیا ۲۰۱۱
- مدال برنز تورنمت جهانی ایتالیا ۲۰۱۳،[۸]
- مدال طلای مسابقات ملی آمریکا ۲۰۱۳ اوهایو و عنوان بهترین بازیکن[۹]
- مدال طلای مسابقات ملی آمریکا لاس وگاس[۱۰]
- مدال طلای تورنمنت جهانی لاس وگاس آمریکا ۲۰۱۵[۱۱]
- دو مدال طلای بازیهای جهانی هنرهای رزمی جهان گرجستان در رشته فایت و نوازا ۲۰۱۶[۱۲]
- مدال برنز تورنمت جهانی جوجیتسو برزیلی لاس وگاس ۲۰۱۶
- مدال طلا تورنمنت بین‌المللی سن آنتونیو ۲۰۱۶[۱۳]
- دو مدال طلا و برنز مسابقات قهرمانان ایالت تگزاس در وزن آزاد ۲۰۱۷
- مدال طلا مسابقات اینترنشنال کاپ هیوستن در رشته جوجیتسو برزیلی 2017[۱۴]
- مدال نقره مسابقات اینترنشنال کاپ هیوستن در رشته جوجیتسو برزیلی وزن اپن ۲۰۱۷[۱۵]
- دو مدال طلا مسابقات اینترنشنال کاپ دالاس ۲۰۱۷ در دو وزن لایت و اپن کلاس[۱۳]
- دریافت کمربند قهرمانی وزن ۸۵ کیلوگرم در مسابقات کاپ آزاد قهرمانی قاره آمریکا در کشور مکزیک در سال ۲۰۲۲ میلادی[۱۶]
- نایب قهرمانی مسابقات جوجیتسو قاره آمریکا در ایالت آلاباما کشور ایالات متحده آمریکا در سال ۲۰۲۲[۱۷]